# X–51 Waverider
Az Boeing X-51 Waverider amerikai, pilóta nélküli, torlósugár-hajtóműves, hiperszonikus repülőgép. Legnagyobb sebessége eléri a Mach 5-öt, azaz a hangsebesség ötszörösét (nagy magasságban), de a tudósok szerint később elérheti a Mach 6-ot is. Ez körülbelül 6400 km/h. Az első sikeres tesztet 2010. május 26-án fejezte be. Az X-51A-t közösen fejleszti az Egyesült Államok Légiereje (USAF), a NASA, a Boeing és a DARPA. A programot az Egyesült Államok Légierejének Kutató Laboratóriuma (Air Force Research Laboratory, AFRL) kezeli.

## Története
Az 1990-es években az AFRL megkezdte a hiperszonikus hajtómű tervezését. Pratt & Whitney-t bízta meg, hogy dolgozzon ki egy szénhidrogén-üzemű hajtóművet. Ennek a torlósugaras változata lett az SJX61 hajtómű. Az SJX61 hajtóművet a NASA X–43C-hez készítették.
Az első tesztek 2006 végén kezdődtek. Az X-51A első hajtóművel végrehajtott repülését 2006. május 25-re tervezték, de 24 órás halasztást rendeltek el. Az első sikeres repülésre 2006. május 26-án került sor. Ez 200 másodpercig tartott, miközben a repülőgép sebessége elérte az 5 Mach-ot. A hajtómű égési ideje 140 másodperc volt, amivel messze meghaladta a korábbi csúcstartót, az X–43-at. Azonban sebességben nem győzte le, mert az X–43 elérte a 9,8 Mach-ot, azaz 12 144 km/h-t ért el.

## Műszaki adatok
- Hossz: 7,9 m
- Üres tömeg: 1814 kg
- Maximális sebesség: Mach 7+ (tervezett)

## Külső hivatkozások
- Az X-51 a Boeing oldalán (angolul)